# Selago angolensis
Selago angolensis är en flenörtsväxtart som beskrevs av Robert Allen Rolfe. Selago angolensis ingår i släktet Selago och familjen flenörtsväxter. Inga underarter finns listade i Catalogue of Life.